# Little Red Decides
Little Red Decides er en amerikansk stumfilm fra 1918 af Jack Conway.

## Medvirkende
- Barbara Connolly - Little Red
- Goro Kino - Duck Sing
- Frederick Vroom - Ferdinand Aliso
- Jack Curtis - Tom Gilroy
- Walter Perry